# Skalariak
Skalariak é uma banda de ska formada em 1994 pelos irmãos Juantxo Skalari e Peio Skalari, na Comunidade Foral de Navarra. Suas letras são em castelhano e euskera, em seus trabalhos podem ser encontrados sons de punk, reggae e outros estilos. Até 2008, ano em que anunciaram uma pausa, a banda já havia lançado seis álbuns e excursionado pela Espanha, Europa e América.

## Membros
- Juantxo Skalari – vocalista
- Enrique Rubiños – bateria
- Javier Etxeberria – guitarra
- Luisillo Kalandraka – baixo
- Mario Memola – saxofone
- Guillermo – trombone
- Rubén Antón – trompeta
- Olatz Andueza – teclado, acordeão

### Ex-integrantes
- Hiart Leitza – teclado
- Naiara Krutxaga – baixo
- Zara (Cristina Zaratiegui) – teclados
- Marco Bellizzi – trombone
- David Orduña – trombeta
- Ernesto Prat – trompeta
- Peio Skalari – bateria

## Discografia

### Álbuns
- Skalariak  (Gor, 1997) CD.
- Namaluj Certa Na Zed (Gor, 1998) CD.
- Klub Ska (Gor, 1999) CD.
- En la kalle (Gor, 2001) CD.
- Radio Ghetto (Boa Music, 2003) CD.
- Luz rebelde (Leech Records, 2005) CD.
- Ska Republik Concert (Maldito Records, 2008) CD duplo + DVD.

### Singles
- O neure herri (Gor, 1997). CD-single.
- Sólo vivir (Gor, 1998). CD-single.
- Skalari Rude Klub (Gor, 2001). CD-single.
- Vodka Revolución (Gor, 2001). CD-single.
- Baietz Oraingoan! (2006). Single.

### Vídeos
- Skalariak: Street's Ska (Gor, 2002) VHS e DVD.
- Skalariak - Ska Republik Concert (2007)

### Participações em compilações
- "Txapeldunak" em Latin Ska Vol. II (Moon Ska, 1996) CD.
- "O neure herri" em Aurtengo Gorakada Vol. 1 (Gor Discos, 1997) CD. Disco de singles de grupos da gravadora Gor.
- "O neure herri" em Skankin' the Scum Away (Mad Butcher, 1998) CD. Compilação alemã de bandas de ska europeias.
- "Sólo vivir" em UniverSonoro Vol. 5 (BOA, 1999) CD.
- "Uníos" em Wir Haben Eine Weltz Zu Gewinnen (Mad Butcher, 2000) CD. Compilação alemã de bandas de ska europeias.
- Latin Ska Jazz (Sock It, 2000) CD.
- "Arazoak arazo" em Nafarroa Hitza Dantzan (Nafarroako Bertsozale Elkartea/Gor, 2001). CD em que grupos navarros interpretam poemas de diferentes bertsolaris (versificadores) navarros.
- Dance Ska La. 2001 (Banana Juice, 2001) CD.